# Peter Hiemstra

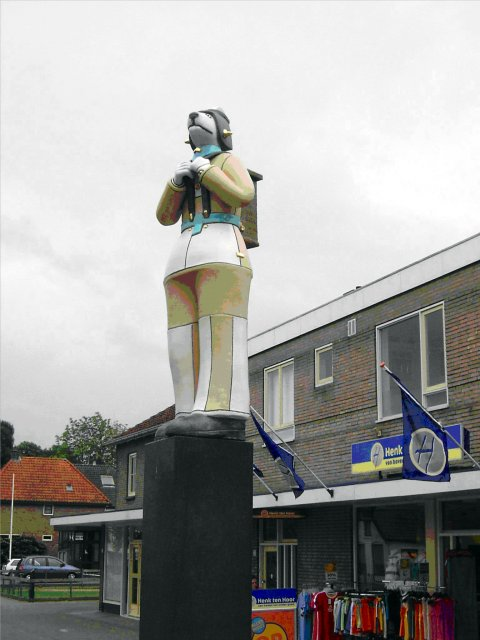
Keramisch beeld van een reiziger, onderdeel van Kruuspunt (2005).

Peter Hiemstra (Wolvega, 1954) is een Nederlands beeldhouwer en keramist.

## Leven en werk
Hiemstra werd opgeleid aan Academie Minerva in Groningen (1973-1978), waar hij zijn MO-akte handvaardigheid haalde. Hij volgde daarna de richting keramiek aan Minerva (1978-1980), als leerling van Kees van Renssen. Hiemstra maakt keramische wandreliëfs en driedimensionale objecten. Voor zijn kleiner werk maakt hij fantasievolle en kleurrijke figuren, fabelwezens die zowel menselijke als dierlijke trekken hebben.
Peter Hiemstra is getrouwd met textielkunstenares Geertje de Boer. Zij gingen in 2001 een vennootschap aan onder de naam Pingo Partners en exploiteren Kunstruimte Hiemstra, een galerie in Oldeberkoop. Hiemstra werkte een aantal malen samen met andere kunstenaars, onder wie Beb Mulder, Henk Slomp en Philippe Timmermans. Met Slomp werkte hij -onder de samenwerkingsnaam Karavaan- aan een serie kleinplastieken en het Monument voor Oldeberkoop (2017).
Naast zijn werk als kunstenaar gaf Hiemstra tot zijn pensioen in 2019 les, hij was docent aan het ICO Centrum voor Kunst & Cultuur in Assen, de Klassieke Academie in Groningen en de Kunstacademie Friesland in Leeuwarden. Hij is voorzitter van Open Stal, een in 1971 opgerichte kunstroute in Oldeberkoop.

## Enkele werken
- 1990: De Pijp, ook wel De Eendracht, Wemeweg, Makkinga
- 1991: Land, lucht en water, Molenhoek, Oldeberkoop
- 1994: De gang, Verzorgingshuis Doniahiem, Sint-Nicolaasga
- 2005: Kruuspunt, Hoofdstraat West / Weemstraat, Noordwolde. Beelden van een reiziger (met koffer op rug) en een 'Noordwoldiger'. Op de bijbehorende bankjes staan regels uit het gedicht Kruuspunt van Johan Veenstra.[7]
- 2017: De coöperatieve gedachte (2017), Koepelbos, Oldeberkoop. Beeld van Beb Mulder, bank met tegels door Hiemstra.
- 2017: Monument voor Oldeberkoop, Singel / Pastoorslaantje, Oldeberkoop - met Henk Slomp

## Galerij

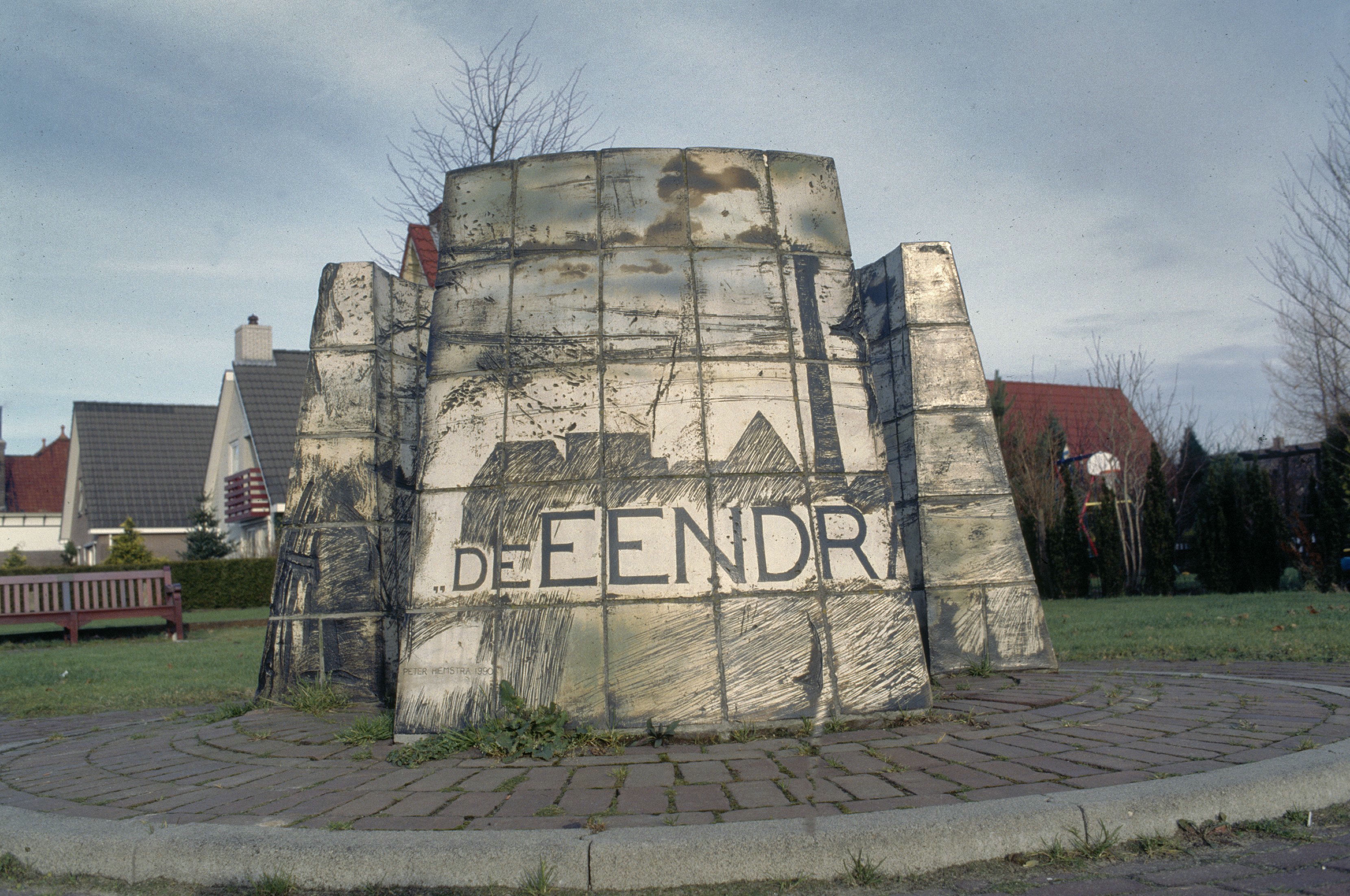
De Pijp (1990), Makkinga
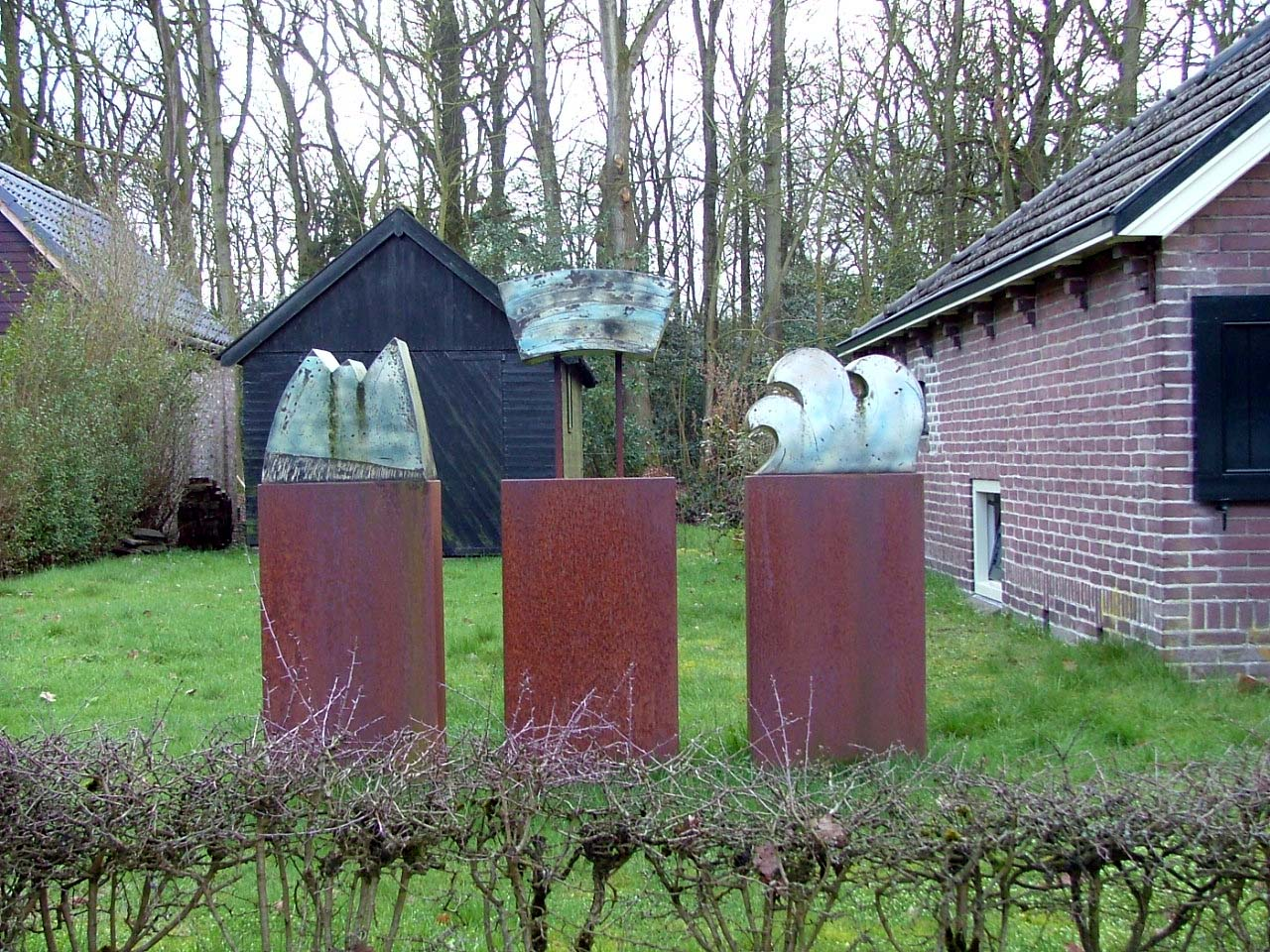
Land, lucht en water (1991), Oldeberkoop
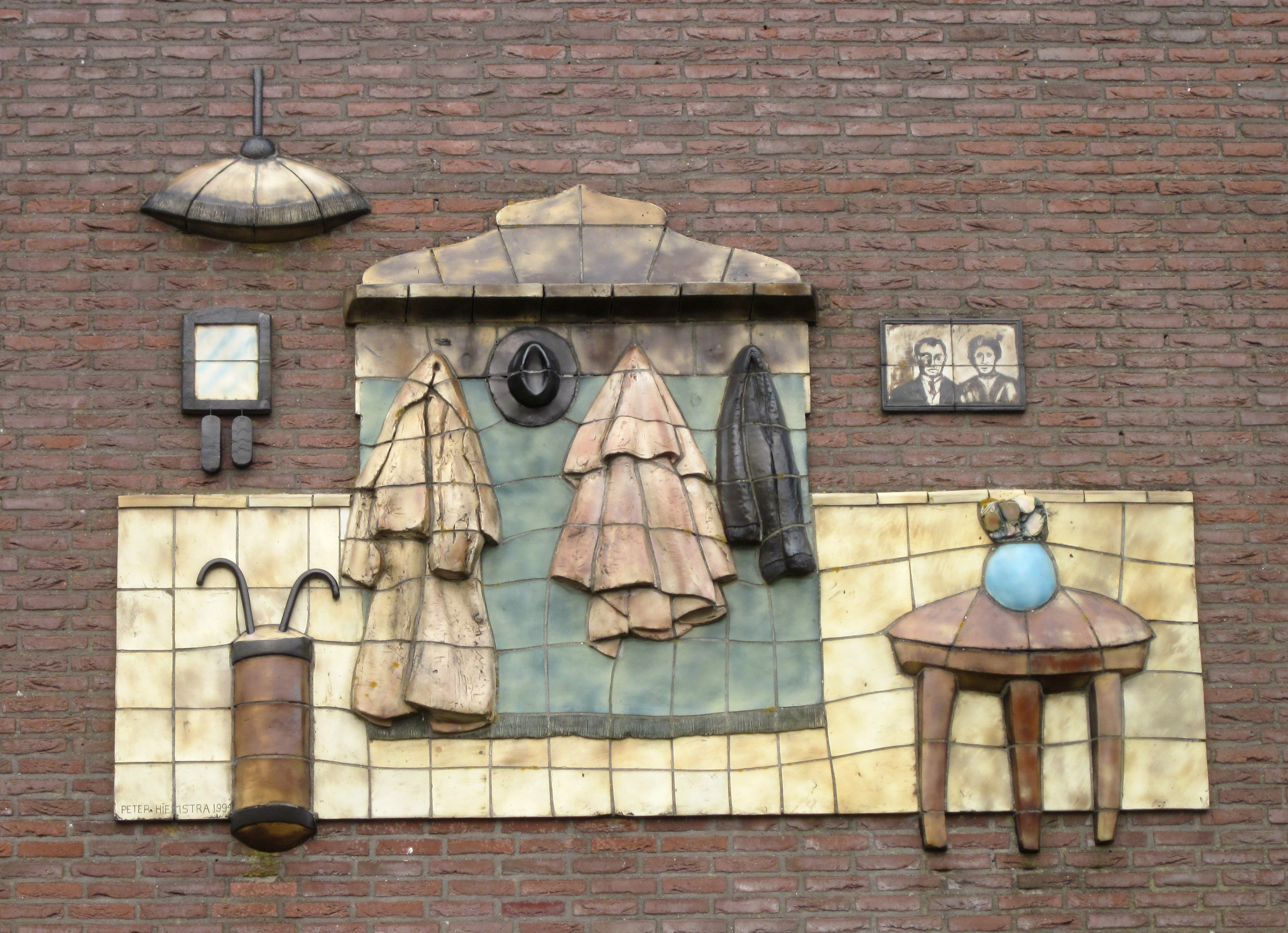
De gang (1994), Sint-Nicolaasga